# Dreieck Halle-Nord
Dreieck Halle-Nord is een knooppunt in aanbouw in de Duitse deelstaat Saksen-Anhalt.
Op dit trompetknooppunt ten noorden van de stad Halle, sluit de A143, de stadsring van Halle, aan op de A14 Wismar-Dreieck Nossen. 
Het knooppunt van de snelweg ligt ten oosten van Neutz-Lettewitz. Andere omliggende woonkernen zijn Trebitz, Wallwitz en Gimritz. Parallel aan de A 14 liep hier ook de B 6, later Landesstraße 50.